# Katrine Marçal
Katrine Linda Mathilda Marçal, née Kielos (née 24 octobre 1983 à Lund) est une écrivaine et journaliste suédoise. Depuis 2017, Marçal travaille comme correspondante à Londres pour le journal Dagens Nyheter.

## Biographie
Katrine Marçal obtient un baccalauréat en sciences politiques de l'université d'Uppsala. Pendent ses études, Marçal était active dans le club étudiant social-démocrate Laboremus à Uppsala, qui faisait partie de l'Union étudiante social-démocrate.
Elle a été recrutée à Expressen par Björn Wiman et a travaillé en freelance pendant quelques années en écrivent pour Expressen et Arena. Puis, elle travaillait à Aftonbladet entre 2009 et 2017, où elle écrivait principalement sur la politique économique suédoise et internationale. En 2011, elle était directrice par intérim de la page éditoriale d'Aftonbladet. Marçal a aussi écrit pour Fokus et était rédactrice en chef par intérim pour Dagens Arena.
Elle vit à Londres depuis 2012 et écrit sur la politique britannique pour Dagens Nyheter depuis 2017. En 2015, elle a été nommée par la BBC comme l'une des femmes de l'année.
En 2020, Marçal a publié Mother of Invention: How Good Ideas Get Ignored in a World Built for Men, dans lequel elle examine comment l'historiographie a caché les inventions révolutionnaires des femmes.